# ジェフリー・パイク
ジェフリー・ナサニエル・パイク（Geoffrey Nathaniel Pyke、1893年11月9日 - 1948年2月22日）は、イギリスの科学者、発明家、ジャーナリスト、スパイ。
彼の巧妙な、しかし型破りな発明の数々はおそらく実現が困難であった。生活習慣と外観において、彼はステレオタイプな「マッド・サイエンティスト」像と一致していた。パイクは、兵器に関する革新的な提案、特に材料パイクリート（pykrete）及びそれによる氷山空母「ハバクック」建造の提案によって有名である。

## 若年期
パイクの父親はユダヤ人の弁護士で、彼が五歳の時、家族に財産を残さずに死去した。母親のメアリーは、彼をウェリントン（陸軍将校の子息が大半を占める私立校）に入学させた。母親は彼にユダヤ教の伝統どおりの服装・食事を強制したが、このことはパイクが痛烈ないじめを受ける原因となった。
二年間で同校を退学した後、パイクはケンブリッジ大学に入学し、法律を学んだ。

## 第一次大戦
第一次世界大戦が始まると、パイクは学術研究を一時中断して特派員になった。1914年、彼はデイリー・クロニクル誌の編集長を説得して費用を都合し、アメリカ人水夫のパスポートを使ってデンマーク経由でベルリンに潜入した。
ドイツで、彼はドイツ人と会話し、その市民生活を観察することができた。彼はまた、ロシアとの戦争におけるドイツ軍の機械化も目撃した。彼はすぐにスパイとして逮捕され、ルーレーベン捕虜収容所（Ruhleben P.O.W. Camp）に入れられた。
その年のうちに、パイクは脱走した。巧妙かつ厳密な計画により、パイクともう一人のイギリス人はオランダまで行き着き、そこからイギリスに戻った。パイクはこの経験を回想録にまとめ、"To Ruhleben - And Back"と題して刊行した。

## 戦間期
パイクは1918年にマーガレット・チャップという女性と結婚した。その後、戦間期は金融業に専念する。彼は伝統的な手法の代わりに独自のシステムを考案し、それにより投機を行なった。活動の全貌を隠すため、投機は複数の株式仲買人を通して行なわれた。パイクはしばらくの間この分野で成功を収めたが、1928年には無一物となった。
1934年、ナチスのユダヤ人差別運動を知って激怒したパイクは、それに対抗し、キリスト教指導者たちにナチスを非難させる運動を起こした。
スペイン内戦が勃発すると、パイクはイギリス義勇工業援助組織（British Voluntary Industrial Aid organisation）に加わった。パイクは医療品・患者を輸送するためのサイドカーを発明した。包帯の代用品として、ミズゴケ類とモスリンを組み合わせたものを考案した。

## 第二次大戦
第二次世界大戦中にパイクが提案した、パイクリート（水とパルプを混ぜて凍らせた物質）による超巨大「氷山空母」の建造は有名である。この計画（「ハバカック計画」として知られる）はコンバインド・オペレーションズ (Combined Operations) によって研究され、ルイス・マウントバッテン伯とウィンストン・チャーチルの個人的な援助を受けたが、成功には至らなかった。ちなみに同時に過冷却した水を敵艦に浴びせ氷漬けにするというアイデアも提案していたが、真っ先に却下されている。
北欧侵攻に際しては、雪上における兵員の輸送という問題に取り組んだ。彼の提案は、悪魔の旅団の結成とM29 ウィーゼルの開発につながっている。
パイクは戦後も発明家として活動を続けたが、1948年の冬に睡眠薬で自殺した。自殺の理由は不明である。

## 全体に関する参考文献
- David Lampe, "Pyke, the Unknown Genius", London: Evans Brothers

## より詳しい資料
- Michell, John. "The Inventor of Frozen Battleships." Eccentric Lives and Peculiar Notions. Harcourt, 1984. ISBN 0-15-127358-8
  - Reprint: Citadel Press, 1987. ISBN 0-8065-1031-5
  - Reprint: Cardinal Books, 1989. ISBN 0-7474-0353-8
  - Reprint: Adventures Unlimited Press, 1999. ISBN 0-932813-67-4
  - Reprint: New York: Black Dog & Leventhal Publishers, 2003. ISBN 1-57912-228-0
- Pickover, Clifford. A. Strange Brains and Genius : The Secret Lives Of Eccentric Scientists And Madmen. Harper Perennial, 1999. ISBN 0-688-16894-9
  - C・A・ピックオーバー『天才博士の奇妙な日常』勁草書房、2001年、ISBN 4-326-24831-9
- Pyke, Geoffrey. To Ruhleben -- And Back: A Great Adventure in Three Phases. McSweeney's, 2003. ISBN 0-9719047-8-2.
- Timpson, John. Timpson's English Eccentrics. London: Jarrold, 1991, hardback. ISBN 0-7117-0559-3
  - Reprint: London: Jarrold, 1996, paperback. ISBN 0-7117-0683-2